# Eidgenössische Volksinitiative «Mehr bezahlbare Wohnungen»
Die eidgenössische Volksinitiative «Mehr bezahlbare Wohnungen», auch Wohnrauminitiative genannt, wurde vom Schweizerischen Mieterinnen- und Mieterverband (SMV) lanciert und forderte eine Anpassung von Art. 108 BV, damit mehr preisgünstige Wohnungen zur Verfügung stehen. Sie wollte dies mit einer Förderung des gemeinnützigen Wohnungsbaus erreichen. Die Volksinitiative scheiterte an Volk (42,9 % Ja-Stimmen) und Ständen (4 1⁄2 Ja-Ständestimmen) am 9. Februar 2020.

## Chronologie
Bevor das Sammeln begann, hatte die schweizerische Bundeskanzlei die Initiative am 18. August 2015 vorgeprüft und – gestützt auf Art. 68 und Art. 69 BPR – festgehalten, dass die Initiative den nötigen Rechtsnormen entspricht. Das Sammeln erfolgte vom 1. September 2015 bis zum 1. März 2017; eingereicht wurde die Initiative am 10. Oktober 2016. Am 15. November gab die Bundeskanzlei das Zustandekommen der Initiative bekannt, da mit den eingereichten 104 800 Unterschriften gültigen die nötige 100 000-Unterschriften-Schwelle erreicht wurden. In seiner Botschaft vom 21. März 2018 empfahl der Bundesrat der Bundesversammlung, die Initiative zur Ablehnung zu empfehlen, unterbreitete aber einen indirekten Gegenentwurf in Form eines Bundesbeschlusses. Im Bundesbeschluss des Parlaments vom 22. März 2019 kam es dem Antrag des Bundesrates nach und empfahl die Volksinitiative zur Ablehnung.

## Initiative

### Initiativtext
1 Der Bund fördert in Zusammenarbeit mit den Kantonen das Angebot an preisgünstigen Mietwohnungen. Er fördert den Erwerb von Wohnungs- und Hauseigentum, das dem Eigenbedarf Privater dient, sowie die Tätigkeit von Trägern und Organisationen des gemeinnützigen Wohnungsbaus.
5 Er stellt sicher, dass Programme der öffentlichen Hand zur Förderung von Sanierungen nicht zum Verlust von preisgünstigen Mietwohnungen führen.
6 Er strebt in Zusammenarbeit mit den Kantonen eine stetige Erhöhung des Anteils der Wohnungen im Eigentum von Trägern des gemeinnützigen Wohnungsbaus am Gesamtwohnungsbestand an. Er sorgt in Zusammenarbeit mit den Kantonen dafür, dass gesamtschweizerisch mindestens 10 Prozent der neu gebauten Wohnungen im Eigentum dieser Träger sind.
7 Er ermächtigt die Kantone und die Gemeinden, zur Förderung des gemeinnützigen Wohnungsbaus für sich ein Vorkaufsrecht für geeignete Grundstücke einzuführen. Zudem räumt er ihnen beim Verkauf von Grundstücken, die in seinem Eigentum oder jenem bundesnaher Betriebe sind, ein Vorkaufsrecht ein.
8 Das Gesetz legt die Massnahmen fest, die zur Erreichung der Ziele dieses Artikels erforderlich sind.
Art. 197 Ziff. 122
12. Übergangsbestimmung zu Art. 108 Abs. 1 und 5–8 (Wohnbau- und Wohneigentumsförderung)

### Die Initiative erläutert
Nach Annahme der Initiative sollen in Art. 108 BV folgende Ergänzungen und Änderungen hinzugefügt werden:
- Die in Absatz 1 geregelte Förderung des allgemeinen Wohnungsbaus soll durch die Förderung von preisgünstigem Wohnungsbau substituiert werden. Dies sei in Kooperation mit den Kantonen zu handhaben.
- Durch geeignete Massnahmen soll verhindert werden, dass durch die Sanierung von Wohnungen, durch die öffentliche Hand finanziert, preisgünstige Wohnungen weniger würden. Wenn jetzt Wohnungen, die eigentlich erschwinglich sein sollten, saniert werden, so kann es dazu führen, dass durch die Renovation der Preis so stark ansteigt, dass die Immobilie nicht mehr preisgünstig ist. Dies solle mit dieser Vorkehrung verhindert werden.
- Zudem müssten 10 % der gesamtschweizerisch neugebauten Wohnungen gemeinnützig sein.
- Gemeinde und Kantone sollten ein Vorkaufsrecht für geeignete Grundstücke zum Zweck des gemeinnützigen Wohnungsbaus erhalten. Dieses Vorkaufsrecht sollte auch bei Grundstücken des Bundes, die zum Verkaufe stehen, Geltung haben. Sobald also Grundstücke des Bundes oder bundesnaher Betriebe zum Verkauf stehen, haben die Gemeinden und Kantone das Vorverkaufsrecht.[6]

### Initiativkomitee
- Carobbio Guscetti
- Balthasar Glättli
- Carlo Sommaruga
- Louis Schelbert
- Giorgio Tuti
- Christian Levrat
- Luca Maggi
- Hanna Bay
- Jacqueline Badran
- Mathias Reynard
- Michael Töngi
- Pierre Zwahlen

Folgende Urheber sind auch berechtigt, die Initiative mit absoluter Mehrheit zurückzuziehen.

## Der indirekte Gegenentwurf
Der Fonds de Roulement soll Organisation und Träger des gemeinnützigen Wohnungsbaus fördern und nicht Wohnungen gezielt vergünstigen. Die beiden Dachorganisationen der gemeinnützigen Wohnungsträger verwalten den Fonds für den Bund treuhänderisch. Bauträger, die als gemeinnützig gelten, können Darlehensgesuche stellen. Der Betrag eines Darlehens darf dabei pro Gesuch 3 Millionen Franken nicht übersteigen. Der Bundesrat wollte jetzt konkret einen Rahmenkredit von 250 Millionen Franken zugunsten des gemeinnützigen Wohnungsbaus über einen Zeitraum von zehn Jahren zur Verfügung stellen und damit signalisieren, dass er den Verfassungsauftrag nach Artikel 108 BV ernst nimmt. Da die Volksinitiative abgelehnt wurde, trat der indirekte Gegenentwurf in Kraft.

## Parlamentsdebatte

### Nationalrat
Auf bürgerlicher Seite fand die Volksinitiative keinen Anklang, vor allem aus Kosten- und föderalistischen Gründen. Die sozialdemokratische sowie die grüne Fraktion befürworteten sie hingegen, da es nicht sein könne, dass nur Menschen mit hohem Einkommen in der Stadt leben können, wie Michael Töngi (G/LU) meinte. Während die Mehrheit der WAK-N (Kommission für Wirtschaft und Abgaben) sowohl die Initiative als auch den Gegenvorschlag zur Ablehnung empfehlen wollte, entschied der Nationalrat mit 104 zu 78 Stimmen auf Eintreten. Entgegen der Meinungen der SVP- und von Teilen der FDP-Liberalen-Fraktion sprach sich der Rat in der Gesamtabstimmung zwei Tage später denn auch mit 124 zu 73 Stimmen für den vom Bundesrat vorgeschlagenen Rahmenkredit von 250 Millionen Franken aus. Die zuvor vorgeschlagene Aufstockung des Rahmenkredits auf 375 Millionen Franken, ausgehend von den Ratslinken, war mit 143 zu 54 Stimmen abgelehnt worden. Mit der gleichen Mehrheit empfahl der Nationalrat die Initiative zur Ablehnung. In der Schlussabstimmung hiessen 140 Nationalräte den Bundesbeschluss über die Volksinitiative gut, 56 waren für die Volksinitiative.

### Ständerat
Wie auch im Nationalrat warben im Ständerat überwiegend sozialdemokratische und grüne Mitglieder für die Initiative. Der Ständerat sprach sich zudem für den Gegenvorschlag aus, da dieser kompatibler mit der bereits bestehenden marktwirtschaftlichen Wirtschaftspolitik des Bundesrates sei. Ratsminderheiten, die eine Aufstockung des Fonds forderten, unterlagen. In der Gesamtabstimmung hiess der Ständerat den indirekten Gegenentwurf mit 36 zu 5 Stimmen bei 2 Enthaltungen gut. In der Schlussabstimmung waren dann 30 Ständeräte für den Bundesbeschluss über die Volksinitiative, 13 dagegen.

## Argumente

### Argumente des Initiativkomitees
Mit mehr gemeinnützigen Wohnungen sollen die Mietpreise sinken, die den grössten Teil der Haushaltsausgaben darstellen, weil gemeinnützige Bauträger nur so viel verlangten, wie die Immobilie tatsächlich kosten und nicht die Erzielung einer möglichst grossen Rendite angestrebt wird. Der Unterschied unter den Bauträgern sei signifikant und betrage bei gemeinnützigen zwei bis drei Monatsmieten weniger – wie das Initiativkomitee meint. Denn trotz der niedrigen Zinsen, die es damals (2020) gab, stiegen die Mieten unaufhörlich; mit dem gemeinnützigen Wohnungsbau wird Wohnraum der Spekulation entzogen. Zudem betont das Initiativkomitee den gesamtgesellschaftlichen Nutzen aufgrund der preisdämpfenden Wirkung der vermehrten Gemeinnützigkeit, den entlasteten Sozialwerken und der steigenden Wohnsicherheit.

### Argumente von Bundesrat und Parlament
Die 10 %-Quote an Wohnungen, die von gemeinnützigen Bauträgern stammen sollte, sowie das geforderte Vorverkaufsrecht für Kantone und Gemeinden widersprächen marktneutralen Prinzipien. Zudem sei der staatspolitische und finanzielle Aufwand, der mit der Annahme der Initiative vorhanden wäre, nicht tragbar, zumal laut dem Bundesrat jedes Jahr 120 Milliarden Franken an Darlehen nötig wären, um die 10 %-Quote erreichen zu können, denn der Fonds de Roulement werde das Finanzvolumen aller Wahrscheinlichkeit nach nicht tragen können. Ausserdem bestehe das Problem des fehlenden Wohnraums für Personen mit kleiner Kaufkraft nicht in einem so grossen Ausmass, dass eine derart hohe Quote zu rechtfertigen sei.

### Parteipositionen
Von den grössten Parteien der Schweiz waren die GPS und die SP dafür; hingegen waren die FDP, die SVP, die BDP, die CVP, die EVP, die GLP und die EDU dagegen.

## Abstimmung
| Kanton                           | Ja (%) | Nein (%) | Beteiligung (%) |
| -------------------------------- | ------ | -------- | --------------- |
| Zürich                           | 46,5 % | 53,5 %   | 45,08 %         |
| Bern                             | 45,2 % | 58,3 %   | 41,72 %         |
| Luzern                           | 37,6 % | 62,4 %   | 40,77 %         |
| Uri                              | 30,8 % | 69,2 %   | 32,25 %         |
| Schwyz                           | 27,6 % | 72,4 %   | 43,79 %         |
| Obwalden                         | 27,3 % | 72,7 %   | 45,28 %         |
| Nidwalden                        | 27,7 % | 72,3 %   | 41,53 %         |
| Glarus                           | 32,4 % | 67,6 %   | 33,07 %         |
| Zug                              | 34,4 % | 65,6 %   | 45,67 %         |
| Freiburg                         | 46,9 % | 53,1 %   | 37,35 %         |
| Solothurn                        | 35,2 % | 64,8 %   | 37,48 %         |
| Basel-Stadt                      | 60,2 % | 39,8 %   | 47,90 %         |
| Basel-Landschaft                 | 41,4 % | 58,6 %   | 40,79 %         |
| Schaffhausen                     | 45,7 % | 54,3 %   | 63,90 %         |
| Appenzell Ausserrhoden           | 32,5 % | 67,5 %   | 40,48 %         |
| Appenzell Innerrhoden            | 24,0 % | 76,0 %   | 34,23 %         |
| St. Gallen                       | 36,5 % | 63,5 %   | 38,99 %         |
| Graubünden                       | 32,5 % | 67,5 %   | 35,81 %         |
| Aargau                           | 34,7 % | 65,3 %   | 38,50 %         |
| Thurgau                          | 32,1 % | 67,9 %   | 36,68 %         |
| Tessin                           | 44,6 % | 55,2 %   | 38,94 %         |
| Waadt                            | 53,2 % | 46,8 %   | 44,09 %         |
| Wallis                           | 32,9 % | 67,1 %   | 42,51 %         |
| Neuenburg                        | 56,2 % | 43,8 %   | 39,97 %         |
| Genf                             | 60,1 % | 39,9 %   | 43,12 %         |
| Jura                             | 53,2 % | 46,8 %   | 41,94 %         |
| Schweizerische Eidgenossenschaft | 42,9 % | 57,1 %   | 41,68 %         |